# Diego Maradona
Diego Armando Maradona (ur. 30 października 1960 w Lanús, zm. 25 listopada 2020 w Tigre) – argentyński piłkarz i trener piłkarski. Nazywany także „El Diez” („Dziesiątka”) i „Pelusa” („Puszek”). Uważany za jednego z najlepszych graczy w historii tego sportu, został wybrany najlepszym zawodnikiem XX wieku (wraz z Pelém), uzyskując 53% głosów w sondzie na oficjalnej stronie FIFA. Zdobył trzecie miejsce w głosowaniu zrealizowanym przez członków Komisji Futbolowej FIFA i ludzi prenumerujących FIFA Magazine.
Przez większość życia Maradona zdobywał wielkie trofea zarówno z reprezentacją Argentyny, jak również z klubami, w których grał. Z reprezentacją kraju zdobył mistrzostwo na mistrzostwach świata juniorów w 1979, mistrzostwo świata w 1986 oraz wicemistrzostwo na mundialu w 1990. Najważniejsze trofea na poziomie klubowym zdobył, grając w SSC Napoli, z którym zdobył Puchar UEFA oraz dwa tytuły mistrza Włoch.
Po zakończeniu kariery sportowej związał się z telewizją, prowadził program La Noche del 10, emitowany przez Canal 13 pod koniec 2005. Był także wiceprezesem Comisión de Fútbol Atlético Boca Juniors od czerwca 2005 do sierpnia 2006. Od 2008 do 2010 był selekcjonerem seniorskiej reprezentacji Argentyny, z którą wywalczył awans do Mistrzostw Świata 2010 w RPA, a w turnieju finałowym awansował do ćwierćfinału.

## Życiorys

### Kariera piłkarska

#### Kariera klubowa
W wieku 10 lat zapisał się do młodzieżowej drużyny piłkarskiej Los Cebollitas. W profesjonalnym futbolu zadebiutował w 1976, dołączając do Argentinos Juniors. Dla Argentinos zagrał w 167 spotkaniach, strzelając 115 goli. Lata 1981–1982 spędził w CA Boca Juniors, gdzie rozegrał 40 meczów i strzelił 28 goli. W 1979, 1980 i 1981 był królem strzelców Primera División, zdobywając kolejno 27, 25 i 40 bramek.
W 1982 wyjechał z Argentyny i przeszedł do hiszpańskiego FC Barcelona, z którym wygrał Puchar Króla, Puchar Ligi Hiszpańskiej oraz Superpuchar Hiszpanii. Po konflikcie z prezesem Josepem Lluisem Núñezem i groźnej kontuzji w starciu z Andonim Goikoetxeą Maradona opuścił Hiszpanię.
W 1984 przeszedł do włoskiego SSC Napoli. W Neapolu przywitało go 75 tys. widzów, ten rekord został pobity dopiero w 2009 na prezentacji Cristiano Ronaldo w barwach Realu Madryt. Trzy lata później zdobył pierwszy tytuł – Mistrzostwo Włoch. Kolejne trofea to: puchar Włoch, superpuchar Włoch, a także drugie scudetto. W 1989 SSC Napoli z Maradoną w składzie sięgnęło po Puchar UEFA, w dwumeczu finałowym pokonując VfB Stuttgart 2:0 i 3:3. Maradona został ulubieńcem kibiców i jedną z legend klubu. Podczas 7 lat spędzonych w Neapolu rozegrał 259 meczów, strzelając 115 bramek.
W 1992 podpisał kontrakt z zespołem Sevilla FC. Argentyńczyk zdobył z drużyną 7. miejsce w Primera División. Popadł w konflikt z władzami klubu, w szczególności z wiceprezesem Jose Marią del Nido, po czym po sezonie powrócił do rodzinnej Argentyny. Trafił do Newell’s Old Boys, gdzie zaliczył jedynie epizod, osiągając zaledwie ostatnie, 20. miejsce w argentyńskiej Primera División.
W 1991 FIFA nałożyła na Maradonę 15-miesięczną dyskwalifikację za stosowanie niedozwolonych środków. Argentyńczyk powrócił do sportu w 1995, podpisując ostatni w karierze kontrakt – z Boca Juniors. Mimo kolejnych problemów ze zdrowiem i narkotykami, Maradona został wicemistrzem Argentyny w 1998.
Ostatnim meczem Diego Maradony w karierze było spotkanie z 25 października 1997, River Plate–Boca Juniors 1:2, na Estadio Monumental. Piłkarz rozegrał 45 minut, po czym zszedł z boiska. 30 października 1997 oficjalnie zakończył karierę piłkarską.

#### Reprezentacja Argentyny

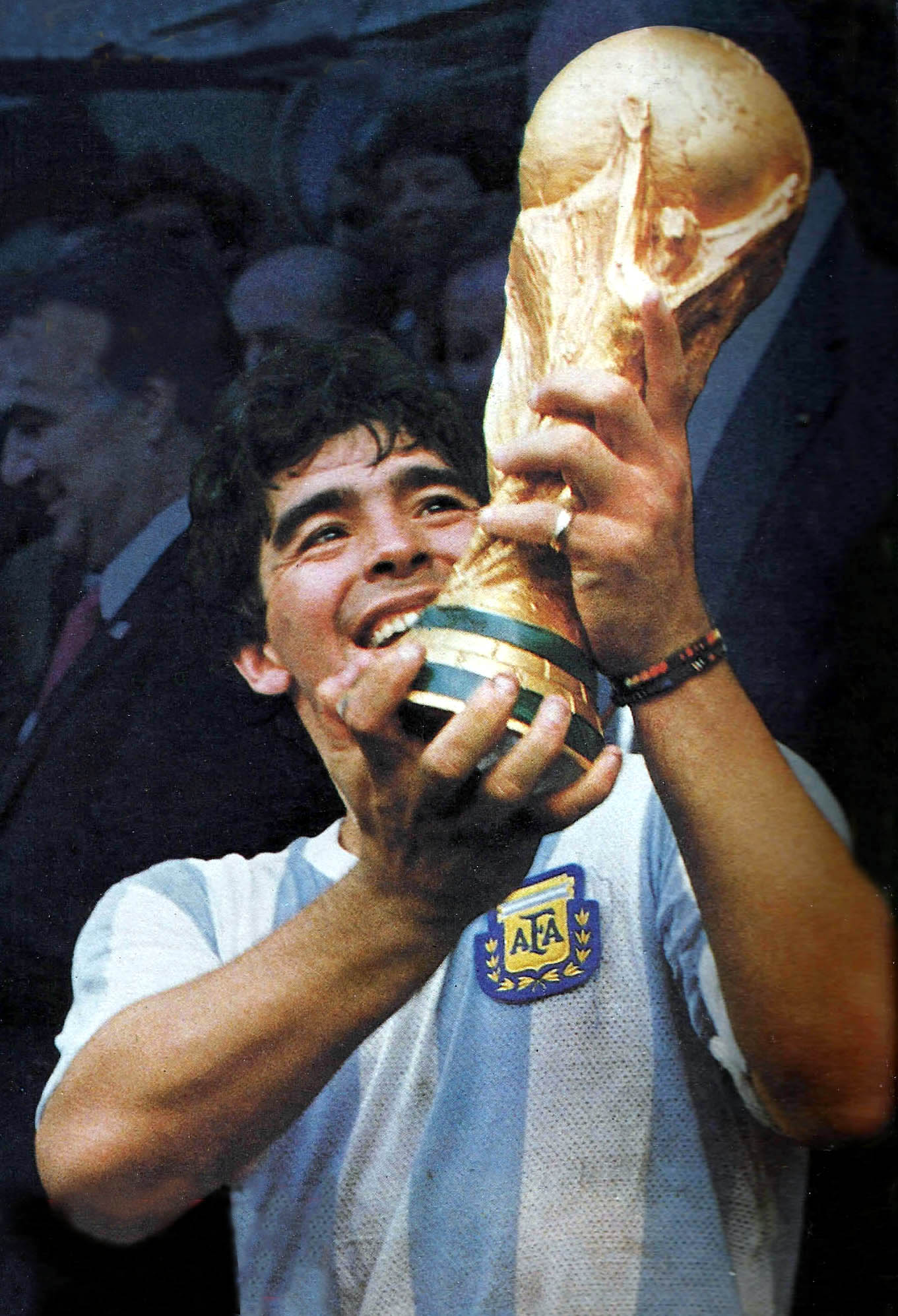
Diego Maradona, trzymający Puchar Świata FIFA (1986)

W reprezentacji Argentyny zadebiutował 27 lutego 1977 na La Bombonerze, w wygranym spotkaniu przeciwko Węgrom 5:1.
W 1979 Maradona sięgnął po Mistrzostwo Świata Juniorów w Japonii, po pokonaniu w finale reprezentacji ZSRR 3:1. Został wicekrólem strzelców turnieju, zdobywając 6 goli.
W 1982 znalazł się w kadrze na mistrzostwa świata. Jego drużyna przeszła pierwszą rundę turnieju, przegrywając z Belgią oraz pokonując Węgry i Salwador. Argentyna odpadła w drugiej rundzie turnieju, a Maradona w ostatnim meczu otrzymał czerwoną kartkę.
Maradona poprowadził drużynę narodową do zwycięstwa w mistrzostwach świata w 1986 w Meksyku. W meczu finałowym Argentyna pokonała reprezentację RFN 3:2. W ćwierćfinałowym meczu z Anglią Maradona zdobył dwie bramki. Jedną z nich strzelił ręką, natomiast drugą po rajdzie przez niemal całe boisko i minięciu sześciu angielskich zawodników. Tłumacząc się z pierwszej bramki, stwierdził, że pomogła mu ręka Boga. Dopiero po 19 latach w jednym z udzielanych wywiadów przyznał, że gola zdobył niezgodnie z przepisami, a 22 lata później przeprosił za ten incydent.
Podczas mistrzostw świata w 1990 we Włoszech Maradona był kapitanem swojej reprezentacji. Z jego udziałem Argentyna dotarła do finału, pokonując po drodze m.in. Brazylię, Jugosławię i Włochy. Finałowy mecz z RFN zakończył się porażką 0:1, po golu zdobytym z rzutu karnego w ostatnich minutach spotkania przez Andreasa Brehmego.
W marcu 1991 podczas testu antydopingowego wykryto w organizmie zawodnika niedozwolone środki. Został zdyskwalifikowany przez FIFA na 15 miesięcy.
Mistrzostwa świata w Stanach Zjednoczonych w 1994, mimo świetnych meczów m.in. z Grecją, gdzie strzelił bramkę, były końcem reprezentacyjnej kariery Maradony. Został z nich wykluczony po ponownie pozytywnym teście antydopingowym.
Ostatnim meczem piłkarza w reprezentacji było spotkanie z 25 czerwca 1994 Argentyna-Nigeria 2:1 na Foxboro Stadium w ramach mistrzostw świata. Reprezentacja już bez Maradony przegrała ostatni mecz grupowy z Bułgarią 0:2, a w 1/8 finału Argentyńczycy przegrali z Rumunią 2:3 i na tym zakończyli udział w mundialu.

### Kariera trenerska
Rozpoczął pracę trenerską w argentyńskim I ligowym zespole Deportivo Corrientes w 1994. Nie odniósł sukcesów, zajmując dopiero trzynaste miejsce w Primera División. Po roku przeniósł się do Racing Club, gdzie również nie wiodło mu się najlepiej, a w lidze uplasował się na 12. pozycji.
29 października 2008 został selekcjonerem reprezentacji Argentyny. Na ławce trenerskiej zadebiutował 19 listopada 2008 w meczu towarzyskim ze Szkocją (1:0). Maradona wywalczył z Argentyną awans na Mistrzostwa Świata 2010. Tam prowadzona przez niego reprezentacja dotarła do ćwierćfinału, gdzie przegrała 0:4 z Niemcami i odpadła z turnieju. 27 lipca 2010 dostał propozycję dalszego prowadzenia reprezentacji Argentyny pod warunkiem rozstania się ze swoimi współpracownikami. Maradona zrezygnował z funkcji selekcjonera kadry, ponieważ chciał, by jego sztab został. Następnym trenerem reprezentacji został Sergio Batista.
Przed mistrzostwami deklarował, że jeśli Argentyna zdobędzie mistrzostwo świata, przejdzie się w publicznym miejscu nago.
16 maja 2011 został trenerem Al-Wasl Dubaj, klubu ze Zjednoczonych Emiratów Arabskich i pracował tam do 10 lipca 2012. We wrześniu 2018 został trenerem klubu Dorados de Sinaloa z drugiej ligi meksykańskiej. Ostatnim klubem, który prowadził w latach 2019–2020, był argentyński Gimnasia y Esgrima La Plata.

### Po zakończeniu kariery

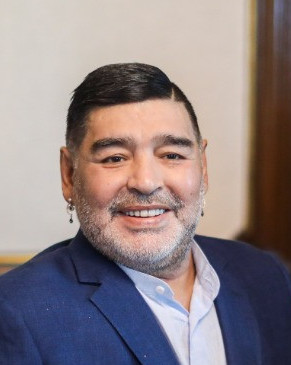
Diego Maradona (2019)

W 2000 wydał autobiografię zatytułowaną „El Diego”, napisaną we współpracy z Danielem Arcuccim i Ernesto Cherquisem Bialo. Opisał w niej swoje dzieciństwo, karierę piłkarską, a także zawarł w niej listę stu, jego zdaniem, najlepszych piłkarzy świata. Książka ukazała się w Polsce pięć lat później, nakładem wydawnictwa „Zysk i S-ka”; przełożył ją Wojciech Charchalis.
W 2004, z okazji stulecia FIFA, Maradona wraz z brazylijskim piłkarzem Pelém został wybrany najwybitniejszym piłkarzem wszech czasów. W tym samym roku doznał zawału serca. Większość czasu spędził w klinice medycznej na Kubie.
W 2005 wziął udział w drugiej edycji włoskiego Tańca z gwiazdami. Zrezygnował z zabawy po trzecim odcinku, zajmując 9. miejsce.
W 2012 prowadził akcję promocyjną szachów w Zjednoczonych Emiratach Arabskich.
Na początku listopada 2020 trafił do szpitala w związku ze zdiagnozowaniem u niego krwiaka podtwardówkowego. 4 listopada przeszedł operację, po której nie nastąpiły żadne komplikacje ani skutki uboczne. W połowie listopada Maradona wypisał się ze szpitala na własne życzenie i wrócił do rodzinnego domu. Zmarł 25 listopada 2020 w godzinach porannych na skutek ataku serca. Po jego śmierci w Pałacu Prezydenckim w Buenos Aires wystawiono trumnę z ciałem legendarnego piłkarza. Ostatnie pożegnanie nastąpiło 26 listopada 2020 na cmentarzu Jardín de Bella Vista w okolicy Buenos Aires.

## Życie prywatne
Jego bracia Hugo i Raúl również byli piłkarzami. Jego syn jest włoskim piłkarzem i zawodnikiem piłki plażowej Diego Sinagra. Maradona był teściem piłkarza Sergio Agüero.
Był silnym zwolennikiem polityki lewicowej. Wielokrotnie udzielał poparcia południowoamerykańskim politykom, m.in. Fidelowi Castro oraz Hugo Chávezowi. W jednym z wywiadów przyznał, że nienawidzi wszystkiego, co amerykańskie. Wyrażał podziw wobec rewolucjonisty Che, na ramieniu miał tatuaż z jego wizerunkiem.

## Wątpliwości dotyczące przyczyny śmierci
Zespół medyczny składający się z siedmiu osób został oskarżony o nieumyślne spowodowanie śmierci argentyńskiego piłkarza. Główne zarzuty mówiły, że zespół medyczny działał w sposób niewłaściwy, niedostateczny i lekkomyślny.

## Upamiętnienie
- W 1998 powstał Kościół Maradony, religia wysławiająca „Wielkiego Diego”[34].
- Rumuński piłkarz Gheorghe Hagi został nazwany „Maradoną Karpat”, Nigeryjczyk Jay-Jay Okocha „afrykańskim Maradoną”[35][36], zaś Gruzin Chwicza Kwaracchelia „Kwaradoną”[37].

### Po śmierci
- Wszystkie mecze czwartej kolejki Ligi Mistrzów i Ligi Europy 2020/2021 były poprzedzone minutą ciszy[38].
- Wszystkie spotkania polskiej Ekstraklasy, I ligi oraz II ligi, które były rozgrywane w ostatnim tygodniu listopada 2020 roku, poprzedzono minutą ciszy[39].
- Prezydent Argentyny, Alberto Fernandez, ogłosił trzydniową żałobę narodową[38].
- Diego Maradona znalazł się na okładkach m.in.: Przeglądu Sportowego, Marci, L’Équipe, Libération, La Gazzetta dello Sport, La Razón, kickera, The Daily Telegraph, Clarín, A Boli, Dagens Nyheter, The Independent, Irish Examiner, Daily Express, ABC, El Mundo, la Repubblica[40][41][42][43].
- Stadion SSC Napoli zmienił nazwę na stadion imienia Diego Maradony[44].

## Statystyki

### Kariera klubowa
| Klub               | Liga               | Sezon              | Ligi krajowe | Ligi krajowe | Puchary krajowe | Puchary krajowe | Puchary kontynentalne | Puchary kontynentalne | Łącznie | Łącznie | Łącznie |
| Klub               | Liga               | Sezon              | występy      | bramki       | występy         | bramki          | występy               | bramki                | występy | bramki  |         |
| ------------------ | ------------------ | ------------------ | ------------ | ------------ | --------------- | --------------- | --------------------- | --------------------- | ------- | ------- | ------- |
| Argentinos Juniors | Primera División   | 1976               | 11           | 2            | –               | –               | 0                     | 0                     | 11      | 2       |         |
| Argentinos Juniors | Primera División   | 1977               | 49           | 19           | –               | –               | 0                     | 0                     | 49      | 19      |         |
| Argentinos Juniors | Primera División   | 1978               | 35           | 25           | –               | –               | 0                     | 0                     | 35      | 25      |         |
| Argentinos Juniors | Primera División   | 1979               | 27           | 26           | –               | –               | 0                     | 0                     | 27      | 26      |         |
| Argentinos Juniors | Primera División   | 1980               | 45           | 43           | –               | –               | 0                     | 0                     | 45      | 43      |         |
| Argentinos Juniors | Primera División   | Łącznie            | 167          | 115          | –               | –               | 0                     | 0                     | 167     | 115     |         |
| Boca Juniors       | Primera División   | 1981               | 40           | 28           | –               | –               | 0                     | 0                     | 40      | 28      |         |
| Boca Juniors       | Primera División   | Łącznie            | 40           | 28           | –               | –               | 0                     | 0                     | 40      | 28      |         |
| FC Barcelona       | La Liga            | 1982/1983          | 20           | 11           | 5               | 3               | 4                     | 5                     | 29      | 19      |         |
| FC Barcelona       | La Liga            | 1983/1984          | 16           | 11           | 4               | 1               | 3                     | 3                     | 23      | 15      |         |
| FC Barcelona       | La Liga            | Łącznie            | 36           | 22           | 9               | 4               | 7                     | 8                     | 52      | 34      |         |
| SSC Napoli         | Serie A            | 1984/1985          | 30           | 14           | 6               | 3               | 0                     | 0                     | 36      | 17      |         |
| SSC Napoli         | Serie A            | 1985/1986          | 29           | 11           | 2               | 2               | 0                     | 0                     | 31      | 13      |         |
| SSC Napoli         | Serie A            | 1986/1987          | 29           | 10           | 10              | 7               | 2                     | 0                     | 41      | 17      |         |
| SSC Napoli         | Serie A            | 1987/1988          | 28           | 15           | 9               | 6               | 2                     | 0                     | 39      | 21      |         |
| SSC Napoli         | Serie A            | 1988/1989          | 26           | 9            | 12              | 7               | 12                    | 3                     | 50      | 19      |         |
| SSC Napoli         | Serie A            | 1989/1990          | 28           | 16           | 3               | 2               | 5                     | 0                     | 36      | 18      |         |
| SSC Napoli         | Serie A            | 1990/1991          | 18           | 6            | 3               | 2               | 4                     | 2                     | 25      | 10      |         |
| SSC Napoli         | Serie A            | Łącznie            | 188          | 81           | 45              | 29              | 25                    | 5                     | 258     | 115     |         |
| Sevilla FC         | La Liga            | 1992/1993          | 26           | 5            | 3               | 3               | 0                     | 0                     | 29      | 8       |         |
| Sevilla FC         | La Liga            | Łącznie            | 26           | 5            | 3               | 3               | 0                     | 0                     | 29      | 8       |         |
| Newell’s Old Boys  | Primera División   | 1993/1994          | 7            | 0            | –               | –               | 0                     | 0                     | 7       | 0       |         |
| Newell’s Old Boys  | Primera División   | Łącznie            | 7            | 0            | –               | –               | 0                     | 0                     | 7       | 0       |         |
| Boca Juniors       | Primera División   | 1995/1996          | 11           | 3            | –               | –               | 0                     | 0                     | 11      | 3       |         |
| Boca Juniors       | Primera División   | 1996/1997          | 13           | 2            | –               | –               | 0                     | 0                     | 13      | 2       |         |
| Boca Juniors       | Primera División   | 1997/1998          | 6            | 2            | –               | –               | 0                     | 0                     | 6       | 2       |         |
| Boca Juniors       | Primera División   | Łącznie            | 30           | 7            | –               | –               | 0                     | 0                     | 30      | 7       |         |
| Argentyna          | Argentyna          | Argentyna          | 244          | 150          | –               | –               | 0                     | 0                     | 244     | 150     |         |
| Hiszpania          | Hiszpania          | Hiszpania          | 62           | 27           | 12              | 7               | 7                     | 8                     | 81      | 42      |         |
| Włochy             | Włochy             | Włochy             | 188          | 81           | 45              | 29              | 25                    | 5                     | 258     | 115     |         |
| Łącznie w karierze | Łącznie w karierze | Łącznie w karierze | 494          | 258          | 57              | 36              | 32                    | 13                    | 583     | 307     |         |

## Osiągnięcia

### Zawodnik
Boca Juniors
- Mistrzostwo Argentyny: Metropolitano 1981

FC Barcelona
- Puchar Króla: 1982/83
- Puchar Ligi Hiszpańskiej: 1983

SSC Napoli
- Mistrzostwo Włoch: 1986/87, 1989/90
- Puchar Włoch: 1986/87
- Superpuchar Włoch: 1990
- Puchar UEFA: 1988/89

Reprezentacja Argentyny
- Mistrzostwo świata juniorów: 1979
- Mistrzostwo świata: 1986
- Wicemistrzostwo świata: 1990
- Superpuchar CONMEBOL–UEFA

### Indywidualnie
- Król strzelców Primera División: 1979, 1980
- Król strzelców Serie A: 1988
- Ballon d’Or Dream Team: 2020
- Południowoamerykański piłkarz roku: 1979, 1980
- Argentyński piłkarz roku: 1979, 1980, 1981, 1986
- World Soccer Greatest Players of the 20th Century (2. miejsce)[45]
- World Team of the 20th Century
- Galeria Sławy włoskiej piłki nożnej
- Król asyst mistrzostw świata 1986
- Król strzelców Coppa Italia 87/88

### Trener
Reprezentacja Argentyny
- awans do Mistrzostw Świata 2010 w RPA i ćwierćfinał tej imprezy

Dorados de Sinaloa
- finał Ascenso MX: Apertura 2018, Clausura 2019